# Jean-Baptiste Venier
Pour les articles homonymes, voir Venier.
Jean-Baptiste Joseph Venier (né à Venise vers 1719 et mort à Paris le 28 septembre 1791) est un violoniste et éditeur de musique parisien, actif de 1750 à 1782, originaire de Venise.

## Biographie

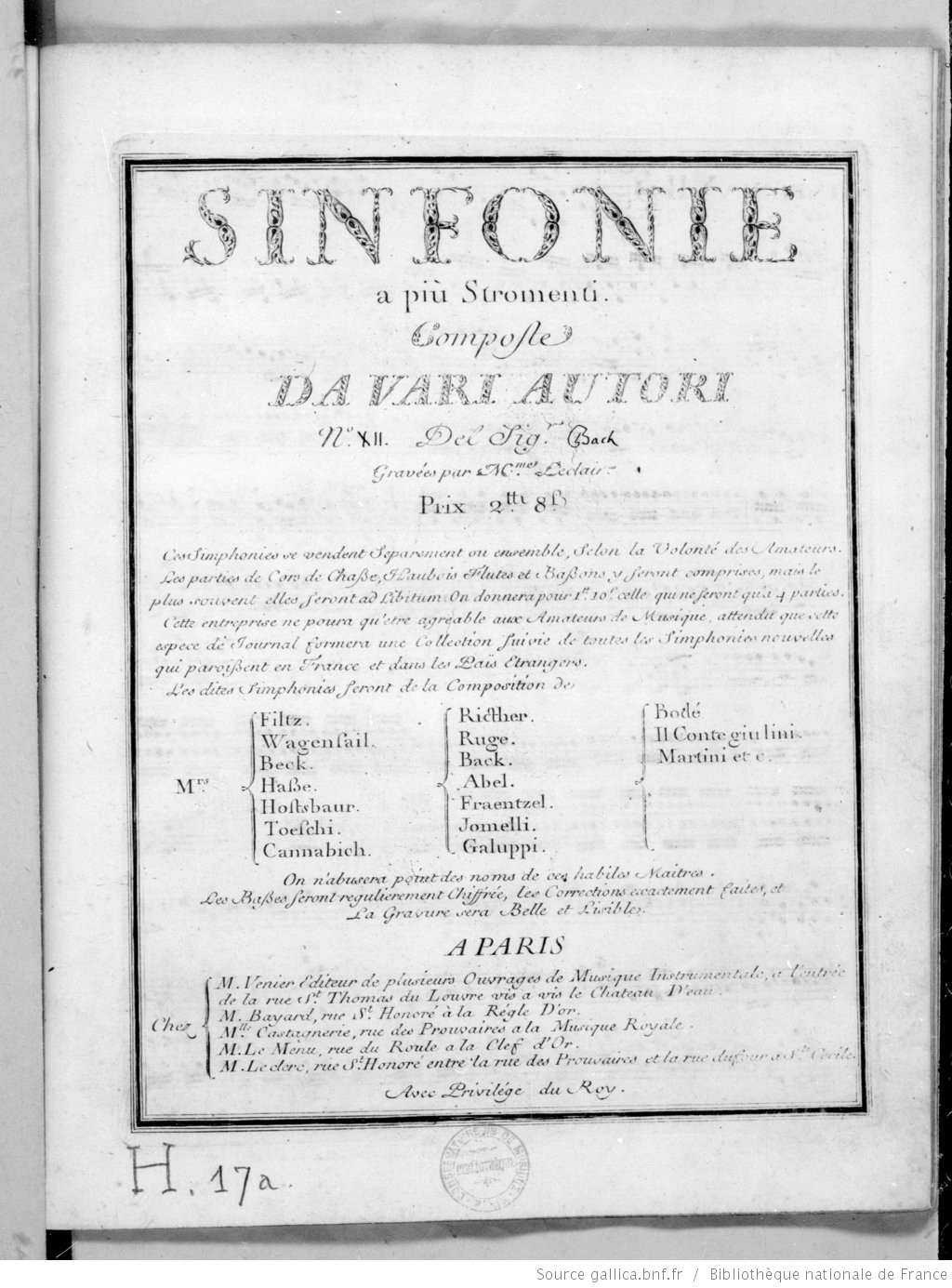
Page de titre de la série des symphonies a più strumenti. On remarque que la page est commune pour tous les numéros : l'attribution à Johann Christian Bach est ajoutée manuellement avec le numéro de la série, XII (Venier, 1762).

Giovanni Battista Veniere, nom francisé en Jean-Baptiste Venier, d'origine vénitienne, s'installe à Paris dans les années 1750. En tant que violoniste, il se produit au Concert spirituel et enseigne le violon jusqu’en 1782.
Il obtient un privilège royal pour l'édition de musique en 1755 et exerce jusqu’en 1782, pour finalement vendre son fonds à l'éditeur Charles-Georges Boyer en 1784. Il n'a d'abord pas de magasin, mais en 1760, son cabinet est donné à la rue Saint-Thomas-du-Louvre, vis-à-vis Château d'Eau. Après septembre 1778, il s’installe rue Traversière-Saint-Honoré pour ne plus en bouger.
Venier publie de nombreuses œuvres importantes, centrées exclusivement sur la musique instrumentale, qu’il s'agisse de symphonies, de concertos ou de musique de chambre. Il publie notamment une série de Sinfonie da varii autori, publiant de nombreux auteurs, comme on peut le voir sur les pages de titre ces éditions. Ces symphonies à partir de 1757 ou 1758 ont été diffusées sous forme de périodiques, comme l'on fait ses collègues Huberty et La Chevardière et parfois en association, mais de courte durée.
Une douzaine de catalogues publiés entre 1760 et 1784 recensent sa production. Parmi les compositeurs on note, chez les Italiens, Giovanni Battista Sammartini, Gaetano Pugnani, Luigi Boccherini, dont il donne l’opus 2 et les opus 4 à 9, entre 1767 et 1772 ; chez les Allemands, Viennois et Bohémiens : Johann Christian Bach, Haydn (notamment sa symphonie no 22, Der Philosoph avec son adagio paru en 1773), et d'autres, tels Filtz, Christian Joseph Lidarti (it), Franz Beck, Florian Leopold Gassmann, Wagenseil, Ignaz Fränzl, Dittersdorf  et Carl Joseph Toeschi, Valentin Roeser, Josef Mysliveček et Antonín Kammel… Pierre Van Maldere ; chez les français, Gossec (Symphonies op. 12).
Ses parutions sont communément disponibles chez Castaud (Lyon).
Venier est l'époux de la claveciniste Hélène Louise Demars (1736-1778) qui se produit chez le Baron de Bagge.

Quelques œuvres publiées chez Venier
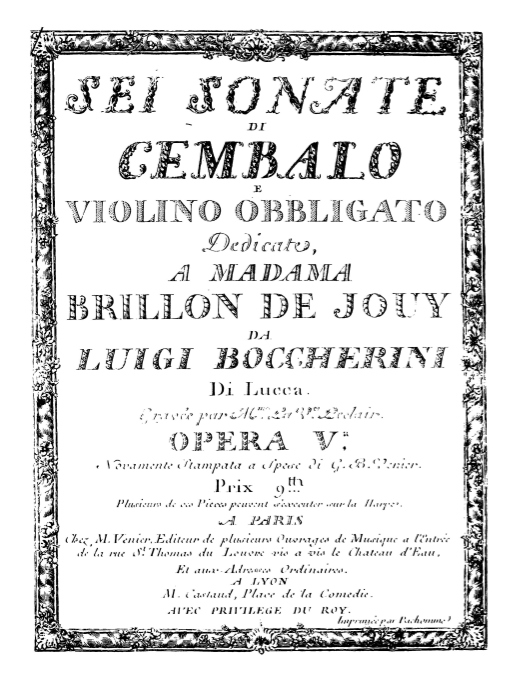
Sonates, op. 5 (Venier, 1769)